# João (filho de Nicetas)

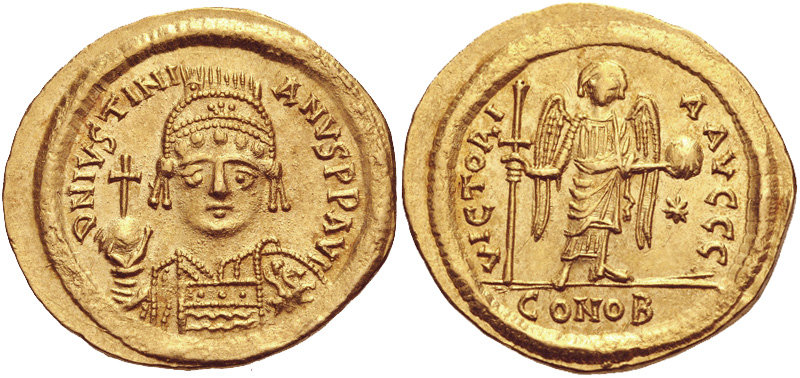
Soldo de Justiniano r.

João (em grego: Ιωάννης; romaniz.: Ioánnis em latim: Ioannes) foi um oficial bizantino do século VI, ativo durante o reinado do imperador Justiniano (r. 527–565). 

## Vida
João era filho do oficial Nicetas. Aparece pela primeira vez em 530, quando serviu, ao lado de Cirilo, Marcelo, Germano e Doroteu, como um dos comandantes da cavalaria estacionada na ala direita do exército bizantino sob Belisário em Dara. Em 541, era um dos comandantes da expedição liderada por Belisário no Império Sassânida. Após a captura de Sisaurano, um conselho de guerra foi convocado por Belisário para decidir o próximo movimento, e João sugeriu o retorno imediato para território bizantino, em decorrência do enfraquecimento do exército, tanto pela ausência de alguma das melhores tropas quanto pelo espalhar de doenças nas fileiras.
Em 543, partiu, junto de Domencíolo, Justo, João, o Glutão e Peânio, à fortaleza de Fiso, próximo de Martirópolis, e depois à fronteira persa. Outros generais (Filemudo, Martinho, Pedro, Vero, Valeriano) lideraram uma invasão ao Império Sassânida de outro local, porém João e os demais oficiais não juntaram-se a eles e se dedicaram por atacar Taraunitis, onde conseguiram pouco butim, e então retornaram.